# Троїцьке (Алчевський район)
Тро́їцьке — село в Україні, в Алчевській міській громаді Алчевського району Луганської області. Населення становить 29 осіб. До 2020 орган місцевого самоврядування — Бугаївська селищна рада.
Знаходиться на березі Ісаківського водосховища, при будівництві якого велика частина села виявилася затопленою.
Центральні вулиці села Троїцьке — вулиця Тараса Шевченка, Набережна. 
Навколо села Троїцьке розташовані кілька дачних кооперативів — Наука, Металург-3. Кооператив Наука став частиною села.

## Історія
Під час Німецько-радянської війни в районі села Троїцьке німецькі війська побудували мережу потужних оборонних споруд, які збереглися досі.
12 червня 2020 року, відповідно до Розпорядження Кабінету Міністрів України  № 717-р «Про визначення адміністративних центрів та затвердження територій територіальних громад Луганської області», увійшло до складу Алчевської міської громади.
17 липня 2020 року, в результаті адміністративно-територіальної реформи та ліквідації Перевальського району увійшло до складу Алчевського району.